# Фиджийский пиджин
Фиджийский пиджин — пиджин на основе фиджийского языка, на котором говорят на островах Фиджи в Океании (в основном на островах Вити-Леву и Вануа-Леву). В настоящее время используется в основном при общении фиджийцев с индийским сообществом, проживающим на островах.

## Генеалогическая и ареальная информация
Фиджийский пиджин основан на фиджийском языке. Таким образом, он противопоставлен другим пиджинам островов Фиджи — фиджийскому хинди (на основе хинди) и фиджийскому английскому (на основе английского языка).

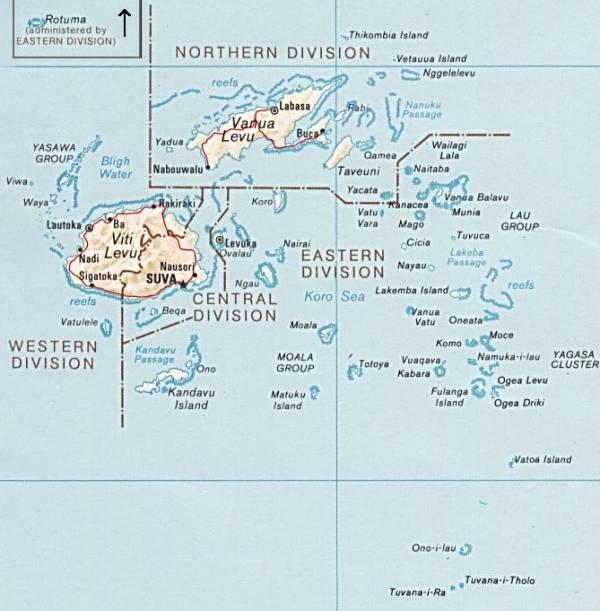
Острова Вити-Леву и Вануа-Леву

На фиджийском пиджине говорят на островах Фиджи (Меланезия), особенно на самых крупных островах — Вити-Леву и Вануа-Леву.

## Социолингвистическая информация
Фиджи — группа из 300 островов, являющаяся своего рода границей между двумя культурными ареалами — Меланезией и Полинезией. Фиджийский язык насчитывает большое число диалектов. Носители некоторых из них не вполне друг друга понимают, однако один вариант фиджийского языка, который сейчас называют стандартным фиджийским, коренным населением используется в качестве лингва франка.

Первые контакты фиджийцев с европейцами относят к началу 19-го века. В основном это были потерпевшие кораблекрушение моряки, а также люди, участвующие в торговле морским огурцом (голотурии) и сандаловым деревом. Но так как фиджийцы продолжали контролировать власть на Фиджи, то европейцам, долго проживающим на островах, приходилось выучивать фиджийский язык (лингва франка), чтобы общаться с местным населением. В 1835 приехали первые миссионеры, затем первые переселенцы, которые основали в 1850-х годах небольшие плантации. Рабочими на плантациях были сами фиджийцы, поэтому все продолжали говорить на фиджийском. Даже когда острова Фиджи стали Британской колонией, политика сохранения и развития фиджийского языка продолжилась.

Однако уже с первых дней контакта европейцы начали использовать более упрощенные варианты фиджийского языка. Хотя эти варианты значительно различались, некоторые общие лингвистические черты проследить можно, например: обобщенное употребление фиджийских местоимений, а также аспектуальный маркер sa. Владельцам плантаций зачастую приходилось в короткие сроки выучивать фиджийский, поэтому на плантациях часто использовался «пиджинизированный» фиджийский.

С 1864 года на фиджийские плантации стали приезжать по контрактам рабочие с других островов Тихого океана (Вануату, Соломоновых островов, Кирибати), которые говорили на десятках разных океанийских языках. И хотя новые рабочие вскоре полностью заменили на плантациях фиджийцев, «пиджинизированный» фиджийский продолжал употребляться и стал лингва франка для жителей тихоокеанских островов, что привело в появлению более-менее стабильного фиджийского пиджина.

Привлечение рабочей силы с тихоокеанских островов завершилось в 1911. году. Островитяне, оставшиеся жить на Фиджи после истечения контрактов, ассимилировались с фиджийским сообществом, поэтому их потомки уже говорили на фиджийском языке, а не на пиджине. Несмотря на это фиджийский пиджин не прекратил своё существование, а продолжил передаваться из поколения в поколение, став теперь инструментом межэтнического общения фиджийцев с индийским сообществом на Фиджи. Большое число контрактников было импортировано из Индии в период с 1879 по 1916 года. Их потомки, говорящие на фиджийском хинди, составляют большую часть всего населения островов Фиджи.

Население Фиджи в настоящее время составляет примерно 983 тысячи человек. 51 % из них — это коренные фиджийцы, фиджийские индийцы составляют 44 %, 5 % приходится на долю других групп (европейцев, китайцев, жителей других тихоокеанских островов, людей смешанной расы).
Сегодня фиджийский пиджин можно услышать при разного рода коммуникации между фиджийцами и индийцами, особенно на главных островах Фиджи — Вити-Леву и Вануа-Леву, на которых эти две группы живут особенно близко.

Многие китайцы (численность которых достигает 0,6 % от всего населения Фиджи) также говорят на фиджийском пиджине.
Кроме фиджийского пиджина распространен также пиджин хиндустани. Тем не менее, оба пиджина постепенно заменяются фиджийским английским, особенно в столице Фиджи — Сува.

## Типологическая характеристика

### Тип выражения грамматических значений и характер границы между морфемами
По типу выражения грамматических значений фиджийский пиджин можно отнести к аналитическим языкам. Грамматические значения передаются с помощью разных клитик (обобщенный артикль 'na', обобщенный предикативный маркер 'sa' и т. д.)

| Kokoyau 1SG       | sa PM | tiko COP | limo пять | gone ребенок |
| у меня пять детей |       |          |           |              |

В фиджийском пиджине нет продуктивной словоизменительной морфологии. Так, в фиджийском пиджине нет инструментального префикса (который есть, однако, в стандартном фиджийском), кумулятивного показателя переходности и наличия объекта (также находится в стандартном фиджийском), который либо вовсе отсутствует, либо прикрепляется к основе слова, теряя своё значение.
| raita видеть     | koyau 1SG |
| посмотри на меня |           |

ср. со стандартным фиджийским:
| rai-ci видеть-TR | au 1SG |
|                  |        |

### Тип маркирования
Как в предикации, так и в именной группе маркирование нулевое
Именная группа
В посессивных группах обладатель обычно ставится перед обладаемым, хотя в более раннем плантационном фиджийском пиджине поссесор ставился в конце посессивной группы):
| koyau 1SG | na ART | vale дом |
| мой дом   |        |          |

Сравните со стандартным фиджийским, в котором представлена сложная система посессивной морфологии:
| na ART | no-qu POSS-1SG | vale дом |
|        |                |          |

Предикация
| kitou 1PL                 | sa PM | moku убивать | so несколько | na ART | toa цыпленок |
| мы убили несколько цыплят |       |              |              |        |              |

### Тип ролевой кодировки
Никакие семантические и синтаксические роли не маркируются, поэтому фиджийский пиджин — язык нейтрального типа.
| koau 1SG                   | na ART | gone ребенок | sega NEG | via любить | kari карри |
| мой ребенок не любит карри |        |              |          |            |            |

| kokoya 3SG       | sa PM | lako идти | Nadi? Нади? |  |
| он пошел к Нади? |       |           |             |  |

Сочинительное сокращение указывает на аккузативный тип:
| sega NEG                                                                               | na ART | kakana еда | kitou 1PL | sa PM | moku убивать | so несколько | na ART | toa цыпленок | kana есть | qo этот | ga FOC | sa PM | oti заканчивать | ga FOC | sa PM | lakomai приходить |  |
| еды не было, поэтому мы убили несколько цыплят и съели их. после еды [мы] пришли домой |        |            |           |       |              |              |        |              |           |         |        |       |                 |        |       |                   |  |

### Базовый порядок слов
В фиджийском пиджине основной порядок слов, как и в стандартном фиджийском, SVO: подлежащее-местоимение, глагол, дополнение. Но в то время как в стандартном фиджийском непрономинальное подлежащее обычно следует за дополнением, в фиджийском пиджине оно ставится перед глаголом:
| Kokoya 3SG      | sa PM | musu резать | na ART | na ветка |
| он срезал ветку |       |             |        |          |

Кроме того, в речи индийцев возможен порядок слов SOV, как в фиджийском хинди (Fiji Hindi):
| Koau 1SG                                         | dua один | na ART | bisnis бизнес | sa PM | rawa мочь | tiko COP |
| 'у меня может быть бизнес' (я могу вести бизнес) |          |        |               |       |           |          |

## Фонология

### Согласные
Таблица согласных фонем фиджийского языка выглядит следующим образом:
|               |                   | Губные | Зубные и альвеолярные | Палатальные | Велярные |
| ------------- | ----------------- | ------ | --------------------- | ----------- | -------- |
| Носовые       | Носовые           | m      | n                     |             | ŋ        |
| Взрывные      | глухой            | p      | t                     |             | k        |
| Взрывные      | звонкий           | b      |                       |             |          |
| Взрывные      | преназализованный | mb     | nd                    |             | ŋɡ       |
| Щелевые       | глухой            |        | s                     |             |          |
| Щелевые       | звонкий           | β      | ð                     |             |          |
| Дрожащие      | простой           |        | r                     |             |          |
| Дрожащие      | преназализованный |        | nr                    |             |          |
| Аппроксиманты | Аппроксиманты     |        | l                     | j           | w        |

В отличие от стандартного фиджийского, в фонемном составе фиджийского пиджина есть также непреназализованный звонкий взрывной b

### Гласные
Долгота гласных является смыслоразличительным признаком.
Гласные фонемы:
| Монофтонги | Краткие  | Краткие | Долгие   | Долгие |
| Монофтонги | Передние | Задние  | Передние | Задние |
| ---------- | -------- | ------- | -------- | ------ |
| Верхние    | i        | u       | iː       | uː     |
| Средние    | e        | o       | eː       | oː     |
| Нижние     | a        | a       | aː       | aː     |

## Морфосинтаксис

### Именная группа
Артикли и указательные местоимения
В фиджийском пиджине употребляется один обобщенный артикль na, который основан на определенной артикле в стандартном фиджийском, но не соответствует его функциям. Трехуровневая система указательных местоимений стандартного фиджийского также не находится в пиджине. Вместо этого употребляется единственное указательное местоимение (o)qo, обозначающее дальние предметы.
Посессивные конструкции
В отличие от сложной системы посессивных местоимений в стандартном фиджийском, в пиджине отношения обладания выражается единственно линейным порядком. Обладатель обычно ставится перед обладаемым, хотя в более раннем пиджине порядок был обратный.
Предложные группы
Локативный предлог (внутри- или внешнеместный) в фиджийском пиджине не используется.
| kokoya 3SG       | sa PM | lako идти | Nadi? Нади? |
| он пошел к Нади? |       |           |             |

### Глагольная группа
В фиджийском пиджине используется обобщенный маркер предикации (на основе аспектуального показателся sa в стандартном фиджийском).

Специальных показателей для выражения времени, залога, наклонения нет. Время, например, указывается лексически — наречиями (взятыми из языка-донора): malua 'позже', liu 'до', mataka 'завтра', nikua 'сейчас'. Кроме того, в фиджийском пиджине много выражений со словом 'время', а также заимствованным из английского taim: gauna qo 'в это время', na taim 'в то время, когда'.

Для обозначения завершения действия или состояния используется слово oti 'заканчивать':
| nikua сейчас    | sa PM | vakamau замужний/женатый | oti заканчивать |
| я женат/замужем |       |                          |                 |

Отрицание
Для выражения отрицания используется показатель sega, который ставится непосредственно перед глаголом (ср., что в стандартном фиджийском используется специальный глагол отрицания):
| koau 1SG                | na ART | gone ребенок | sega NEG | via любить | kari карри |
| мой ребенок любит карри |        |              |          |            |            |

### Сложные предложения
В фиджийском пиджине нет подчинительных союзов. Подчинительная связь выражается соположением простых предложений.
| sa PM                         | tiko существовать | takataka работать | sa PM | takataka работать |
| если была работа, мы работали |                   |                   |       |                   |

## Лексика
Лексикон фиджийского пиджина в сравнении со стандартным фиджийским невелик.
Например, в стандартном фиджийском 81 простое слово и 12 композитов для обозначение разных способов «рубить», в то время как в фиджийском пиджине таких слов всего два.
Большинство слов в фиджийском пиджине взяты из фиджийского языка. Но есть также слова, заимствованные из фиджийского английского (А) и фиджийского хинди (Х):
- piala ‘небольшая миска’ (Х)
- daru ‘жидкость’ (Х)
- kira ‘огурец’ (Х)
- taim ‘время’ (А)
- femli ‘семья’ (А)